# Hanko
Hanko (Hangö en sueco) es una pequeña ciudad bilingüe portuaria de Finlandia situada en la región de Uusimaa. Tiene una población estimada de unos 10 000 habitantes.

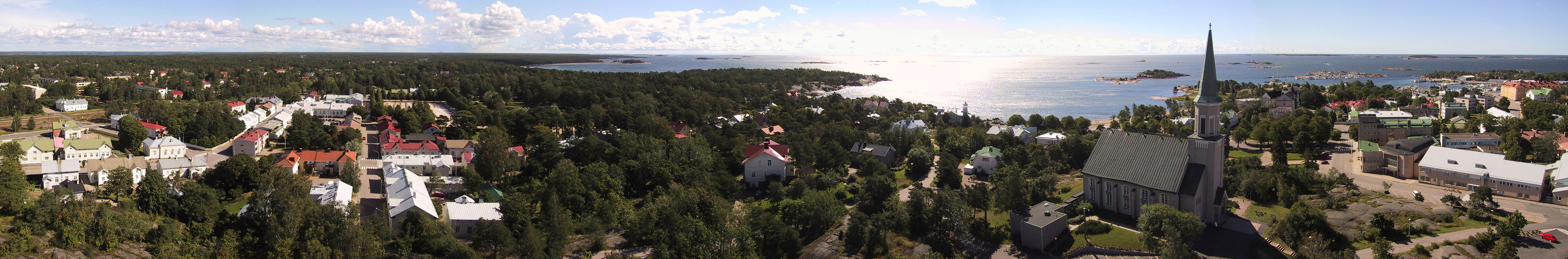
Panorámica.

- Coordenadas 59°49′25″N 22°58′05″E / 59.82361, 22.96806